# Сижан (кантон)
Сижа́н (фр. Sigean) — кантон во Франции, находится в регионе Лангедок — Руссильон, департамент Од. Входит в состав округа Нарбонна.
Код INSEE кантона — 1130. Всего в кантон Сижан входят 11 коммун, из них главной коммуной является Сижан.

## Коммуны кантона
| Коммуна            | Население, чел. (1999) | Почтовый индекс | Код INSEE |
| ------------------ | ---------------------- | --------------- | --------- |
| Кав                | 588                    | 11510           | 11086     |
| Ла-Пальм           | 1 469                  | 11480           | 11188     |
| Лёкат              | 3 655                  | 11370           | 11202     |
| Пейрьяк-де-Мер     | 1 025                  | 11440           | 11285     |
| Пор-ла-Нувель      | 5 541                  | 11210           | 11266     |
| Портель-де-Корбьер | 1 125                  | 11490           | 11295     |
| Рокфор-де-Корбьер  | 912                    | 11540           | 11322     |
| Сижан              | 5 047                  | 11130           | 11379     |
| Трей               | 180                    | 11510           | 11398     |
| Фёйя               | 98                     | 11510           | 11143     |
| Фиту               | 840                    | 11510           | 11144     |

## Население
Население кантона на 2007 год составляло 20 480 человек.
| 1962   | 1968   | 1975   | 1982   | 1990   | 1999   | 2006   | 2007   |
| ------ | ------ | ------ | ------ | ------ | ------ | ------ | ------ |
| 10 220 | 12 436 | 12 901 | 13 495 | 14 852 | 16 610 | 19 990 | 20 480 |